# İpek Soroğlu
İpek Soroğlu est une ancienne joueuse de volley-ball turque née le 12 mars 1985 à Istanbul. Elle mesure 1,94 m et jouait au poste de centrale. Elle a totalisé 73 sélections en équipe de Turquie. Elle a mis un terme à sa carrière de volleyeuse professionnelle en avril 2019.

## Clubs
| Club                 | De        | À         |
| -------------------- | --------- | --------- |
| Galatasaray Istanbul |           | 2002-2003 |
| VB Günes Sigorta     | 2003-2004 | 2006-2007 |
| Beşiktaş Istanbul    | 2007-2008 | 2008-2009 |
| Fenerbahçe Istanbul  | 2009-2010 | 2013-2014 |
| Bursa BBSK           | 2014-2015 | 2016-2017 |
| Çanakkale Belediye   | 2017-2018 | 2017-2018 |
| THY Spor Kulübü      | 2018-2019 | 2018-2019 |

## Palmarès

### Équipe nationale
- Ligue européenne
  - Finaliste :  2009.

### Clubs
- Championnat du monde des clubs
  - Vainqueur : 2010.
- Ligue des champions
  - Vainqueur : 2012.
- Top Teams Cup
  - Vainqueur : 2004.
- Coupe de la CEV
  - Vainqueur : 2014.
  - Finaliste :2013.
- Challenge Cup
  - Vainqueur : 2015, 2017.
- Championnat de Turquie
  - Vainqueur : 2004, 2005, 2010, 2011.
  - Finaliste : 2014.
- Coupe de Turquie
  - Vainqueur : 2010.
  - Finaliste : 2014.
- Supercoupe de Turquie
  - Vainqueur: 2009, 2010.